# Akshay Kumar

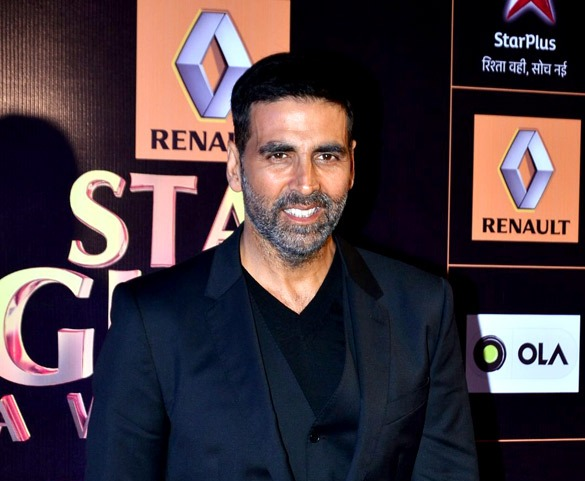
Akshay Kumar (2015)

Akshay Kumar, tên chính thức Rajiv Hari Om Bhatia, sinh 9 tháng 9 năm 1967 là Diễn viên phim Ấn Độ, nhà sản xuất và võ sĩ, đã xuất hiện trong hơn một trăm bộ phim Tiếng Hinđi. Kumar chủ yếu đóng vai chính trong bộ phim hành động, ngoài ra có các vai diễn phim truyền hình, lãng mạn và hài hước. Housefull 2 (năm 2012) và Rathore Rowdy (2012) là hai phim thành công mới nhất của Kumar.

## Các phim đã đóng
| Năm  | Phim                             | Vai trò                               | Notes |
| ---- | -------------------------------- | ------------------------------------- | --- |
| 1991 | Saugandh                         | Shiva                                 | |
| 1991 | Dancer                           | Raja                                  | |
| 1992 | Mr. Bond                         | Mr. Bond                              | |
| 1992 | Khiladi                          | Raj Malhotra                          | |
| 1992 | Deedar                           | Anand Malhotra                        | |
| 1993 | Ashaant                          | Vijay                                 | |
| 1993 | Vishnu Vijaya                    | Vijay                                 | Kannada |
| 1993 | Dil Ki Baazi                     | Vijay                                 | |
| 1993 | Kayda Kanoon                     | Daud                                  | |
| 1993 | Waqt Hamara Hai                  | Vikas Sabkuchwala                     | |
| 1993 | Sainik                           | Suraj Dutt                            | |
| 1994 | Elaan                            | Vishal Chaudhry                       | |
| 1994 | Yeh Dillagi                      | Vijay Saigal                          | Nominated—Filmfare Award for Best Actor                                                                          |
| 1994 | Jai Kishen                       | Jai Verma / Kishen                    | Dual Role |
| 1994 | Mohra                            | Amar Saxena                           | |
| 1994 | Main Khiladi Tu Anari            | Karan Joglekar                        | |
| 1994 | Ikke Pe Ikka                     | Rajiv                                 | |
| 1994 | Amaanat                          | Amar                                  | |
| 1994 | Suhaag                           | Raj                                   | |
| 1994 | Nazar Ke Samne                   | Jai Kumar                             | |
| 1994 | Zakhmi Dil                       | Jaidev Anand                          | |
| 1994 | Zaalim                           | Ravi                                  | |
| 1994 | Hum Hain Bemisaal                | Vijay Sinha                           | |
| 1995 | Paandav                          | Vijay                                 | |
| 1995 | Maidan-E-Jung                    | Karan                                 | |
| 1995 | Sabse Bada Khiladi               | Vijay Kumar / Lallu                   | |
| 1996 | Tu Chor Main Sipahi              | Amar Varma                            | |
| 1996 | Khiladiyon Ka Khiladi            | Akshay Malhotra                       | |
| 1996 | Sapoot                           | Prem                                  | |
| 1997 | Lahoo Ke Do Rang                 | Sikandar Davai                        | |
| 1997 | Insaaf: The Final Justice        | Vikram                                | |
| 1997 | Daava                            | Arjun                                 | |
| 1997 | Tarazu                           | Inspector Ram Yadav                   | |
| 1997 | Mr. and Mrs. Khiladi             | Raja                                  | |
| 1997 | Dil To Pagal Hai                 | Ajay                                  | Friendly Appearance Nominated—Filmfare Award for Best Supporting Actor                                           |
| 1997 | Aflatoon                         | Rocky / Raja                          | Dual Role |
| 1998 | Keemat: They Are Back            | Dev                                   | |
| 1998 | Angaaray                         | Amar                                  | |
| 1998 | Barood                           | Jai Sharma                            | |
| 1999 | Aarzoo                           | Vijay Khanna                          | |
| 1999 | International Khiladi            | Rahul 'Devraj'                        | |
| 1999 | Zulmi                            | Raj                                   | |
| 1999 | Sangharsh                        | Professor Aman Varma                  | |
| 1999 | Jaanwar                          | Badshah / Babu Lohaar                 | |
| 2000 | Hera Pheri                       | Raju                                  | |
| 2000 | Dhadkan                          | Ram                                   | |
| 2000 | Khiladi 420                      | Dev Kumar/Anand Kumar                 | |
| 2001 | Ek Rishtaa: The Bond of Love     | Ajay Kapoor                           | |
| 2001 | Ajnabee                          | Vikram Bajaj                          | Filmfare Award for Best Performance in a Negative Role                                                           |
| 2002 | Haan Maine Bhi Pyaar Kiya        | Raj Malhotra                          | |
| 2002 | Aankhen                          | Vishwas Prajapati                     | |
| 2002 | Awara Paagal Deewana             | Guru Gulab Khatri                     | |
| 2002 | Jaani Dushman: Ek Anokhi Kahani  | Atul                                  | |
| 2003 | Talaash: The Hunt Begins...      | Arjun                                 | |
| 2003 | Andaaz                           | Raj Malhotra                          | |
| 2004 | Khakee                           | Sr. Inspector Shekhar Verma           | Nominated—Filmfare Award for Best Supporting Actor                                                               |
| 2004 | Police Force: An Inside Story    | Vijay Singh                           | |
| 2004 | Aan: Men at Work                 | DCP Hari Om Pattniak                  | |
| 2004 | Meri Biwi Ka Jawaab Nahin        | Inspector Ajay                        | |
| 2004 | Mujhse Shaadi Karogi             | Arun Khanna / "Sunny"                 | Nominated—Filmfare Award for Best Supporting Actor Nominated—Filmfare Award for Best Performance in a Comic Role |
| 2004 | Hatya: The Murder                | Ravi                                  | |
| 2004 | Aitraaz                          | Raj Malhotra                          | |
| 2004 | Ab Tumhare Hawale Watan Saathiyo | Major Rajeev                          | |
| 2005 | Insan                            | Amjad                                 | |
| 2005 | Bewafaa                          | Raja                                  | |
| 2005 | Waqt: The Race Against Time      | Aditya Thakur                         | |
| 2005 | Garam Masala                     | Makrand "Mac" Deshpande               | Filmfare Award for Best Performance in a Comic Role                                                              |
| 2005 | Deewane Huye Paagal              | Rocky Hiranandani                     | |
| 2005 | Dosti: Friends Forever           | Raj Malhotra                          | |
| 2006 | Family - Ties of Blood           | Shekhar Bhatia                        | Khách mời đặc biệt                                                                                               |
| 2006 | Mere Jeevan Saathi               | Vicky                                 | |
| 2006 | Humko Deewana Kar Gaye           | Aditiya Malhotra                      | |
| 2006 | Phir Hera Pheri                  | Raju                                  | |
| 2006 | Jaan-E-Mann                      | Agastya Rao                           | |
| 2006 | Bhagam Bhag                      | Bunty                                 | |
| 2007 | Namastey London                  | Arjun Singh                           | Nominated—Filmfare Award for Best Actor                                                                          |
| 2007 | Heyy Babyy                       | Arush Mehra                           | |
| 2007 | Bhool Bhulaiyaa                  | Dr. Aditiya Srivastav                 | |
| 2007 | Om Shanti Om                     | Himself                               | Khách mời đặc biệt                                                                                               |
| 2007 | Welcome                          | Rajiv Saini                           | |
| 2008 | Tashan                           | Bachchan Pandey                       | |
| 2008 | Singh Is Kinng                   | Happy Singh                           | Nominated—Filmfare Award for Best Actor Nominated—Asian Film Award for Best Actor                                |
| 2008 | Jumbo                            | Jumbo (voice)                         | |
| 2009 | Chandni Chowk to China           | Sidhu Sharma                          | |
| 2009 | 8 X 10 Tasveer                   | Jai Puri / Jeet Puri                  | Dual Role |
| 2009 | Kambakkht Ishq                   | Viraj Shergill                        | |
| 2009 | Blue                             | Aarav Malhotra                        | |
| 2009 | De Dana Dan                      | Nitin Bankar                          | |
| 2010 | Jaane Kahan Se Aayi Hai          | Himself                               | Khách mời đặc biệt                                                                                               |
| 2010 | Housefull                        | Aarush                                | |
| 2010 | Khatta Meetha                    | Sachin Tichkule                       | |
| 2010 | Action Replayy                   | Kishen Kumar                          | |
| 2010 | Tees Maar Khan                   | Tabrez Mirza Khan / Tees Maar Khan    | |
| 2011 | Patiala House                    | Parghat Singh Kahlon / "Gattu" / Kali | |
| 2011 | Thank You                        | Kishen                                | |
| 2011 | Chalo Dilli                      | Vikram Rana                           | Guest appearance                                                                                                 |
| 2011 | Speedy Singhs                    | Himself                               | Khách mời đặc biệt in song Shera Di Kaum                                                                         |
| 2011 | Desi Boyz                        | Jignesh Patel / Jerry / Rocco         | |
| 2012 | Housefull 2                      | Jolly No. 1/ Sunny                    | |
| 2012 | Rowdy Rathore                    | ASP Vikram Rathore/Shiva              | Dual Role |
| 2012 | Joker                            | Rajkumar/Agastya                      | |
| 2012 | Oh My God                        | Lord Krishna                          | |
| 2012 | Khiladi 786                      | Taher Bahattar aka Khiladi 786        | Releasing on ngày 7 tháng 12 năm 2012                                                                            |
| 2013 | Special Chabbis                  | Ajay Singh                            | Releasing on ngày 8 tháng 2 năm 2013                                                                             |
| 2013 | Once Upon a Time Mumbai Dobaara  | Shoaib Khan                           | [ 2 ] |
| 2013 | Naam Hai Boss                    |                                       | Pre-production (Releasing in August 2013)                                                                        |
| 2013 | Hera Pheri 4                     |                                       | Pre-production                                                                                                   |
| 2015 | Brothers                         | David Fernandes                       | |

## Truyền hình
| Chương trình                              | Vai                                |
| ----------------------------------------- | ---------------------------------- |
| Fear Factor: Khatron Ke Khiladi: Season 1 | Dẫn chương trình                   |
| Fear Factor: Khatron Ke Khiladi: Season 2 | Dẫn chương trình                   |
| Amul Master Chef – Season 1               | Dẫn chương trình                   |
| Fear Factor: Khatron Ke Khiladi: Season 4 | Dẫn chương trình                   |
| MasterChef India (season 2)               | Khách mời đặc biệt in the Final    |
| Sasural Genda Phool                       | Khách mời đặc biệt                 |
| C.I.D.                                    | Khách mời đặc biệt                 |
| Dance India Dance Li'l Masters            | Khách mời đặc biệt in grand finale |